# La larga marcha
La larga marcha (en inglés The Long Walk) es una novela distópica escrita por Stephen King publicada bajo el seudónimo de Richard Bachman en 1979 como un libro de bolsillo original. Situado en un futuro próximo, la trama gira en torno de los participantes de un concurso a modo de caminata, celebrado anualmente en una versión despótica y totalitaria de Estados Unidos, concurso que se revela como una suerte de marcha de la muerte. El protagonista es un adolescente de 17 años llamado Ray Garraty que es escogido al azar entre millones de personas para participar en la larga marcha, una carrera en la que 100 competidores se juegan la vida para intentar ganar un premio, fama y fortuna. Ray va haciendo amigos y enemigos a lo largo de la marcha pero para ganar tendrá que olvidarse de la amistad y pasar por encima de ellos.
En 2000, la Asociación de Librería Americana listó a The Long Walk como uno de los mejores 100 libros para lectores adolescentes publicado entre 1966 y 2000. Stephen King ha revelado que esta fue la primera novela que escribió, aproximadamente ocho años antes que Carrie fuera publicada en 1974, cuando era un estudiante de primer año en la Universidad de Maine entre 1966 y 1967.

## Premisa
Un centenar de chicos adolescentes participan en una marcha anual llamada «La larga marcha», la cual se considera un «deporte nacional». Cada caminante debe mantener una velocidad de al menos 6’5 kilómetros por hora; si cae por debajo de ese umbral durante 30 segundos, recibe una advertencia verbal, que puede ser eliminada por caminar una hora sin avisos. Si un caminante con tres advertencias se detiene nuevamente, se le «daría el pasaporte». El significado de este término es intencionadamente vago al principio, pero pronto queda claro que «comprarse el pasaporte» significa ser ejecutado por soldados armados que vigilan a los participantes. Los participantes pueden, además, ser ejecutados por otras violaciones serias, como tratar de irse de la carretera. Los soldados utilizan equipo electrónico para determinar con precisión la velocidad de los jóvenes.
El evento está supervisado por un personaje conocido como «El Comandante». Este aparece al comienzo de la marcha para animar a los chicos durante el inicio del camino y más tarde aparece ocasionalmente. Mientras los caminantes lo saludan con asombro y respeto al comienzo, acaban dándose cuenta de que su admiración está fuera de lugar, y más tarde lo ridiculizan.

### Reglas
La Marcha comienza en la frontera de Maine con Canadá y llega a la costa este de los Estados Unidos. No hay paradas, períodos de descanso o una meta establecida, y los caminantes no pueden parar por ninguna razón (incluyendo mal tiempo u oscuridad); y termina solo cuando tan solo un caminante sobrevive. Según las reglas, los participantes pueden obtener ayuda de los soldados. Pueden pedir una cantimplora de agua en cualquier momento, y raciones de comida (parecidas a las del programa espacial de la NASA) son distribuidas a las 9:00 cada mañana. Los caminantes pueden llevar a la prueba cualquier cosa, incluyendo comida o calzado adicional, pero no pueden recibir ayuda de los transeúntes. Tienen permitido el contacto físico con los espectadores mientras se mantengan en la carretera. Mientras que físicamente no pueden interferir entre sí para perjudicarse, sí pueden ayudarse. El ganador recibe «El Premio», consistente en cualquier cosa que él o ella desee durante el resto de su vida.

### Consecuencias físicas y psíquicas
En la obra se da a entender que varios ganadores pasados han muerto pronto después de terminar la marcha, debido a secuelas mentales y físicas. La Larga Marcha no es solo una prueba física, sino psicológica, mientras los Caminantes están continuamente luchando contra la idea de la muerte y de su fragilidad y mortalidad. La historia revela personajes que sufren una crisis mental, uno de ellos se suicida cortándose el cuello, y la mayoría de los personajes experimentan una degeneración mental por el estrés y la falta de sueño.

### Personajes
El protagonista de la novela es Raymond Davis Garraty, un chico de 16 años de la ciudad de Pownal, en el Condado de Androscoggin, Maine. Al principio, Ray se junta con varios otros chicos —incluyendo Peter McVries, Arthur Baker, Hank Olson, Collie Parker, Pearson, Harkness, y Abraham— que se refieren a sí mismos como «Los Mosqueteros». Otro Caminante —Gary Barkovitch— rápidamente se posiciona como un antagonista externo, mientras enoja a los demás caminantes con múltiples burlas de «bailar en sus tumbas». Esto acaba con la muerte de un caminante, Rank, que es asesinado mientras trataba de herir a Barkovitch. Por último, el Caminante más misterioso es un chico llamado Stebbins. A lo largo de la Marcha, Stebbins se establece a sí mismo como un solitario, observando el piso debajo de él mientras escucha las quejas de sus otros compañeros, no afectado aparentemente por las tensiones mentales y físicas. El único personaje con el que Stebbins interactúa es con Ray Garraty. En una conversación, Garraty alude a Alice in Wonderland, comparando a Stebbins con la oruga. Stebbins, sin embargo, lo corrige: él cree que es más parecido al Conejo Blanco.
A lo largo del camino, los Caminantes descubren que uno de ellos, un chico llamado Scramm —del que se dice que es uno de los favoritos— está casado. Cuando Scramm contrae neumonía, los demás Caminantes se ponen de acuerdo en que el ganador utilizará parte del Premio para cuidar a su viuda embarazada, Cathy.
Los miembros del público interfiriendo con los Caminantes pueden recibir un pasaporte de «interferencia». Esto ocurre por primera vez cuando la madre de un Caminante llamado Percy trata, en varias ocasiones, en entrar a la carretera y encontrar a su hijo (en su último intento, su hijo había sido ejecutado por intentar escaparse). Solo la intervención de la policía local evita que sea asesinada. La segunda ocasión es cuando el perro de un espectador se cruza en el camino frente a los Caminantes y es abatido. Sin embargo, un hombre tira a los Caminantes pedazos de sandía antes de ser detenido por la policía en lugar de los soldados; varios Caminantes reciben tres advertencias por pillar la sandía, pero ninguno de ellos es asesinado. Garraty se va acercando a Peter McVries, un chico con una gran cicatriz en su rostro que especula que su única razón de unirse a la Marcha es un deseo de muerte inconsciente. Cuando Garraty sufre un calambre y se encuentra a dos segundos de ser asesinado, McVries le habla y le distrae lo suficiente como para dejar atrás los avisos, salvando su vida. 

### Final
Después de cinco días y cientos de kilómetros tan solo quedan Garraty y Stebbins, el cual ha revelado anteriormente que es el hijo ilegítimo del Comandante. Stebbins dice que solía pensar que el Comandante no sabía de su existencia, pero al final parece que este tiene varios hijos ilegítimos en todo el país. Cuatro años antes, el Comandante llevó a Stebbins al final de la Larga Marcha, y ahora Stebbins siente que el Comandante lo ha colocado para ser «el conejo» en la carrera. Así es, como en las carreras de galgos que necesitan un conejo para motivarlos a correr más rápido, Stebbins estimulará a los demás a caminar más lejos y hacer la carrera más entretenida. El plan de Stebbins, tras terminar de ganar la Marcha, es pedir que el premio sea «ser llevado a la casa de su padre.» 
Finalmente, Garraty decide rendirse tras darse cuenta de que Stebbins apenas ha mostrado debilidad durante toda La Marcha. Alcanza a Stebbins para decírselo, pero antes de que pueda hablar, este sufre un colapso y muere, por lo que Garraty resulta ganador.
Sin ser consciente de la celebración a su alrededor, Garraty sigue caminando, creyendo que la carrera continúa, puesto que sufre alucinaciones en las que ve una sombra ante él, y cree que es su competidor.

## Historia alternativa
La Marcha se realiza en una historia alternativa contemporánea de Estados Unidos, la cual puede ser deducida por varias referencias; «el bombardeo alemán de la Costa Este Americana durante los últimos días de la Segunda Guerra Mundial,» una cita sobre «el Gobernador Provo de Nuevo Hampshire, un hombre conocido por haber asaltado la base nuclear Alemana en Santiago casi en solitario en 1953.», Hank Aaron teniendo 739 home runs, y la fecha del 31 de abril.
Los detalles de la vida cotidiana se dejaron intencionalmente vagos. Sin embargo, hay información que puede ser obtenida de las conversaciones entre los chicos. Hubo toma de control dictatorial militar del gobierno. El padre de Garraty una vez es referido por el Comandante como «un sociópata apoyado por la sociedad».
También hay una referencia a 51 estados en Estados Unidos, aunque otras veces los estados son referidos como «regiones.» El gobernador es referido como un «gobernador Provo». Se hacen referencias a «Escuadrones». Los Escuadrones pueden llevarse a la gente por muchos delitos, incluyendo hablar contra la Marcha o tratando de negarse a ello si se es elegido para participar. Los derechos civiles están claramente restringidos, y el racismo es desenfrenado.
Todo el concepto de la Larga Marcha parece ser de «pan y circo», un intento deliberado de los gobernantes invisibles para apaciguar a las masas, glorificar obediencia y sacrificarse por la nación, mientras simultáneamente rompe sus espíritus.
Cada capítulo de La larga marcha comienza con un pasaje irónico, como el eslogan de un concurso de televisión, o un comentario de John F. Kennedy sobre que caminar es una buena forma de ejercicio.

## Personajes
- Pete McVries - Peter McVries es un chico musculoso y atlético con un sentido irónico del humor y una actitud cínica. Crea la idea para el grupo Mosquetero y se lleva bien con Garraty, y le salva la vida varias veces a lo largo de la Marcha. Le suele pedir consejos a Ray. Admite inicialmente que probablemente pierda el juego, y se ha resignado. Él revela que una vez estuvo enamorado de una chica, pero la relación se derrumó debido a diferencias financieras, dejándolo con una cicatriz en una mejilla y una depresión. Su actitud "Mosquetera" enoja a otros participantes, pero luego cambia entre la confianza y el aislamiento de los demás, y una relación antagonista con Barkovitch. Pearson remarca que la Marcha es una forma de auto-castigo por McVries. Durante un momento especulativo, él le dice a Ray que en algún momento del juego cuando no pueda seguir más, quizás se siente y espere morir. Cuando en la Marcha quedan tres - él mismo, Garraty, y Stebbins - él mantiene su promesa y se sienta cruzado de piernas en la calle.

- Stebbins: El Caminante más enigmático. Se mantiene alejado del grupo, conservando energía y evitando conversaciones. Gradualmente, se convierte en el favorito, mostrando una resistencia casi inhumana. Antes de morir, revela a Garraty que es el hijo ilegítimo del Comandante y que su objetivo era ser reconocido por él.

- Art Baker: Miembro de los "Mosqueteros" y amigo cercano de Garraty. Amable y sincero, es el personaje más honesto de la Marcha. En sus últimos momentos, delira y pide a Garraty un ataúd «forrado de plomo» antes de ser asesinado.

- Hank Olson: Caminante que inicia con una actitud confiada, pero pronto se convierte en una «cáscara vacía» por el agotamiento. A pesar de su estado, sigue caminando, demostrando una sorprendente resistencia mental.

- Gary Barkovitch: Caminante provocador y antagonista para McVries y otros. Su actitud desafiante lo aísla del grupo, y es considerado un «asesino» tras provocar el suicidio de un compañero.

- Collie Parker: El matón del grupo, desafía constantemente a los soldados y se muestra hostil hacia el evento. En un acto de rebelión, toma un rifle de un soldado y dispara antes de ser abatido.

- Scramm - Un hombre joven y simpático, representado como un alma simple que dejó la escuela y se casó tempranamente, Scramm es el "favorito de Las Vegas", con 9 a 1 probabilidades. A pesar de ser predicho como el ganador de este año, y capaz de caminar largas distancias con poca dificultad, Scramm sucumbe de neumonía. Dándose cuenta de que su tiempo ya casi ha llegado, le agradece a sus compañeros Caminantes por ponerse de acuerdo en ayudar a su esposa con sus problemas financieros y les informa que está listo para morir. Luego se acerca a Mike y Joe, dos Caminantes que son hermanos y Hopis. Mike ha desarrollado calambres de estómago. Scramm, Mike y Joe caminan y hablan antes de decidirse sobre un curso de acción. Scramm y Mike se colocan al lado de la carretera hacia la multitud. Luego gritan insultos, y se sientan en una conversación antes de ser asesinados por los soldados; Joe es disparado un tiempo después.

- Jan - La novia de Ray Garraty de su casa, con quien ha tenido una relación estable. Establece a Jan como un símbolo de su vida, y tiene el ánimo de seguir caminando. Cuando las noticias que Garraty ha sido elegido como un Caminante, Jan está muy disgustada y pelea con Garraty en un intento sin éxito de que no lo haga. En la primera parte del libro, él determina seguir caminando hasta que llega a su ciudad natal, así puede verla. Cuando los Caminantes finalmente llegan a la ciudad, Garraty solo puede tocar su mano brevemente antes de ser alejado por McVries para salvarlo de ser tiroteado por los soldados.

- El Comandante - Poca o ninguna información biográfica es presentada sobre el Comandante en el libro, pero debido al testimonio de Stebbins, se infiere que él está a mediados de finales de los treinta años y ha estado corriendo la Larga Marcha durante trece años, pero mucho más. Un hombre virgen, metódico conocido por su puntualidad y decoro, es representado como nunca al aparecer en público sin tener lentes de sol (se especula que una razón posible por esto es que sus ojos son "altamente sensitivos a la luz"). De acuerdo al padre de Garraty, es un "psicópata apoyado por la sociedad", y tiene un gran parecido físico al Big Brother de 1984 de George Orwell. La primera aparición del Comandante es en la meta de inicio, conociendo a cada Caminante, pasando sus respectivos números, y comenzando la carrera silenciosamente con su frase de firma: "Suerte a todos". Estratégicamente aparece nuevamente y en secciones predeterminadas de la carrera, y mientras los Caminantes continúan construyendo la animosidad del Comandante, llamándolo asesino y sadista, a menudo no pueden no animarlo durante cada aparición. Aparece al final de la carrera, listo para ofrecerle a Garraty su Premio, pero es casi irreconocible para Garraty, que inicialmente lo confunde por un "tonto" que no debería cometer un crimen capital en la carretera. Esta es la única vez que alguien en el libro pasa por alto al Comandante.

- La multitud - Los espectadores en La Larga Marcha juegan un papel significante mientras la Marcha progresa. Ya que nadie está permitido a prescenciar el comienzo de la carrera (se rumorea en que arruina la concentración de los Caminantes), tienen permitido aparecer con más frecuencia por los Escuadrones mientras la carrera sigue. La multitud lleva de todo el país para animar a los Caminantes con señales, y frecuentemente gritan eslóganes para animarlos. Garraty ve varios carteles con "Vamos Vamos Vamos Garraty," que lo anima bastante. Mientras la carrera sigue, la influencia de la multitud se hace cada vez más intrusiva, con varios transeúntes tratando de ayudar a los Caminantes al venderles coca colas, regalando sandías, o en un caso, una madre de un Caminante intenta sacar a su hijo de la carrera. Los Caminantes alternativamente saludan a la multitud, notablemente a Garraty teniendo una advertencia por besar a una chica y Gribble al hacer avances sexuales que lo llevan a su muerte. Mientras la multitud se va agrandando, los Caminantes se hacen más hostiles y paranoicos. Un Caminante, viendo a la multitud amenazando con cerrar la carretera por completo, se vuelve loco. Finalmente, como Stebbins predijo, los Caminantes comienzan a ignorar a la multitud en su mayoría, mientras los finalistas se enfocan solo en el camino y en cada uno. La multitud los anima enormemente cuando un Caminante tiene un "pasaporte", y con entusiasmo recopilan recuerdos que puedan encontrar de los Caminantes, incluyendo su excremento. Millones de dólares son apostados en la Larga Marcha.

## Consejos
Todos los Caminadores reciben un manual que incluye «sugerencias» y «normas», y varias fueron destacadas en la novela:
- Consejo 3: No usar zapatillas con suelas de caucho. En una Larga Marcha, nada provoca tantas ampollas en los pies, y tan deprisa, como esa clase de zapatillas.
- Consejo 6: Despacio y fácil lo lograrás.
- Consejo 8: No molestar a los demás Marchadores.
- Consejo 10: Conserva el aliento. Si fumas habitualmente, procura no hacerlo durante la Larga Marcha.
- Consejo 12: (no se menciona específicamente, pero recomienda el uso de calcetines deportivos blancos)
- Consejo 13: Conservar las energías siempre que sea posible.
- Consejo ?: Ten contacto corporal con quien desees, mientras no te salgas del camino.

## Procedimientos
Cada año, miles de adolescentes se anotan para ser parte de la Larga Marcha. Son sometidos a una serie de pruebas, incluyendo un ensayo en que tienen que explicar por qué se creen calificados para participar. Aquellos que lo pasan, son colocados en un sorteo de lotería que se transmite en todo el país en televisión. Se colocan doscientos nombres, con 100 clasificados como «Primeros Caminadores» y 100 como suplentes; sin embargo, no se hacen anuncios en este momento sobre cuál es cuál.
Hay varias oportunidades de retirarse del proceso, repartidas entre el momento en que los solicitantes saben que han pasado las pruebas y el comienzo de la Caminata. Si alguien se retira, el primer suplente (basado en el orden en que se extrajeron los nombres) se mueve hacia su lugar. Las notificaciones como Primeros Caminadores o suplentes no son enviadas hasta la fecha límite de retirada definitiva, que es el día en que la Caminata se inicia.
En la mañana del 1 de mayo, los Caminadores se reúnen en el punto de partida, donde los soldados los vigilan y les dan cantimploras y suministros de alimentos. El Comandante les da la bienvenida y les asigna a cada uno un número del 1 al 100 en orden alfabético por su apellido; a cada Caminante se le da una placa con su número, que debe llevar en sus ropas. Los soldados se refieren a los Caminantes solo por sus números a lo largo del evento. A las 9:00, el Comandante da señales para que los Caminantes comiencen.

## La ruta
Basado en los detalles en el libro, el punto más probable de partida es en Van Buren, Maine, Estados Unidos. Los caminantes viajan principalmente a lo largo de U.S. Route 1 a través de Limestone, Caribou, la aparente plantación fictica Jefferson marcando el punto de 100 millas, Old Town, Augusta, Lewiston, la ficticia Porterville, Freeport (la ciudad más cercana de la ciudad natal de Garraty de Pownal), Portland y South Portland, Kiterry, a lo largo de Nuevo Hampshire, y termina en Danvers, Massachusetts.

## Adaptaciones
Frank Darabont ha asegurado los derechos para la adaptación cinematográfica de la novela.
Él dijo que "algún día llegaría a ella". Planea hacerla en bajo presupuesto, "extraña, existencial, y muy auto contenida."

## Ediciones
- ISBN 0-606-16924-5 (previamente formado, 1999)
- ISBN 0-451-19671-6 (libro en rústica, 1999)